# Yulia Tsvetkova

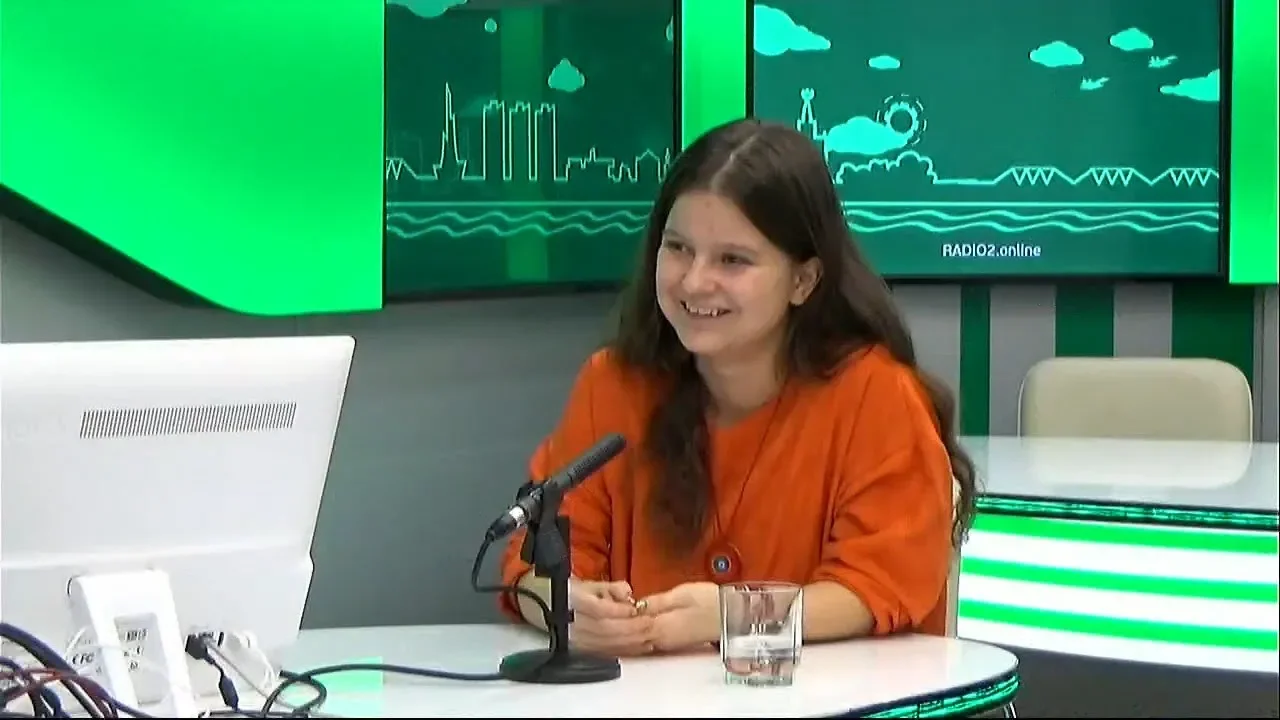
Yulia Tsvetkova (2018)

Yulia Vladimirowna Tsvetkova (* 23. Mai 1993 in Komsomolsk am Amur, Russland) ist eine russische Künstlerin und Aktivistin aus Komsomolsk am Amur.

## Biografie
Tsvetkovas Mutter, Anna Leonidowna Khodyrewa, wurde in der Stadt Kirow geboren und wuchs dort auf. Sie wurde als Lehrerin ausgebildet, studierte zudem Bühnenbild und arbeitete viele Jahre als Regieassistentin in einem Volkstheater. 1996 hat Anna das erste frühkindliche Bildungszentrum in Komsomolsk am Amur gegründet. Seit frühester Kindheit beschäftigte sich Yulia Tsvetkova mit Kunst. Mit 13 Jahren fand ihre erste Einzelausstellung in der heimatlichen Stadtgalerie für moderne Kunst statt. Mehrere Jahre arbeitete sie beim Stadtfernsehen als Moderatorin des Jugendprogramms „Amur Stars“. Sie galt als eines der begabten Kinder des Chabarowsker Territoriums. Mit 15 verließ sie die Schule und träumte davon, Choreografin zu werden. Im Alter von 17 Jahren zog sie nach Moskau, wo sie an verschiedenen Tanzschulen trainierte, moderne Tanzstile lernte und beschäftigte sich anschließend mit Kampfsport und Parkour. Sie bestand die ADAPT-Trainerqualifikation in der Londoner Organisation Parkour Generations, musste jedoch nach einer Verletzung ihre Sportkarriere beenden. Im Anschluss daran begann Tsvetkova als Filmregisseurin und Drehbuchautorin an der London Film School zu studieren, musste jedoch aus persönlichen Gründen die Ausbildung abbrechen und in ihre Heimatstadt zurückkehren. Zwischen 2013 und 2017 leitete sie Englisch-, Theater- und Tanzkurse für Kinder.

## Aktivismus
Im Jahr 2018 begann Tsvetkovas aktivistische Karriere. Sie schrieb und hielt Vorträge über Themen wie Feminismus, LGBT-Rechte, Antimilitarismus und Ökologie.
Am 9. September 2018 gründete sie das städtische Gemeindezentrum für Bürgerinitiativen. Das Zentrum veranstaltete wöchentliche Vorträge, Treffen der „Die lebendige Bibliothek“, Selbsthilfegruppen für Schüler und Mütter, eine inklusive Handwerksmesse und Veranstaltungen zum Thema Umwelt.
2018 gründete sie die Merak Theatre Company, welche bis vor kurzem ausschließlich ihre selbst geschriebenen Theaterstücke inszenierte. Der Theaterverein war nicht hierarchisch, denn die Schauspieler beteiligten sich aktiv am Produktionsprozess. Die Inszenierungen enthielten Elemente der Improvisation, des Tanzes und des Forumtheaters. Im selben Jahr inszenierte der Verein drei Aufführungen: einen Tanz, der auf Strawinskys Heiligem Frühling basiert, eine poetische Aufführung über das Erwachsenwerden mit dem Namen „Evolution“ und eine englischsprachige Inszenierung mit dem Titel „Die Geschichte der englischen Sprache“ Darauffolgend trat der Verein in den größten Veranstaltungsorten der Stadt auf und „Die Geschichte der englischen Sprache“ wurde zu einer der zehn größten Produktionen der Stadt gekürt.
In der zweiten Hälfte des Jahres 2018 bereitete der Theaterverein vier Produktionen für das Kunstfestival „Farbe des Safrans“ vor: einen Tanz über den Prager Frühling, einen Tanz zum Thema Strafverfolgung mit dem Titel „Die Unberührbaren“, eine satirische Antikriegstheaterstück „Preiset den Herrn und seine Munition“ und eine humorvolle Inszenierung namens „Pink and Blau“ über die Nachteile von Geschlechterstereotypen.
Anfang Februar 2019 erhielt der Vorstand des Theatervereins einen Anruf eines Beamten der Stadtverwaltung. Der Beamte erkundigte sich nach den Thematiken der Theaterstücke, dem Inhalt des Festivals „Farbe des Safrans“ und den vom Theaterverein selbstgedruckten Antikriegspostkarten. Tags darauf wurde ihnen der Zutritt zu den städtischen Räumlichkeiten, die der Verein genutzt hatte und in denen sie das kommende Festival „Farbe des Safrans“ vorbereiteten, bis auf Weiteres verweigert.
Tsvetkova wandte sich an die Medien mit der Bitte über das rechtswidrige Zutrittsverbot zu berichten. Nachdem der Artikel in den Medien veröffentlicht worden war, wurden Tsvetkova und der Vorstand des Theatervereins zur Stadtverwaltung gerufen. Die Beamten baten darum, dass der Theaterverein keine negativen Nachrichten über die Stadt publiziert und keine eigenen Veranstaltungen organisiert, insbesondere zu Themen wie Mobbing oder Antimilitarismus.
Der Theaterverein fand einen neuen Raum und die Vorbereitung auf das Festival wurde fortgesetzt.
In der zweiten Märzwoche 2019 traf die Polizei in der örtlichen Schule ein und verhörte die minderjährigen Angehörigen des Theatervereins, ohne Anwesenheit ihrer Eltern, zum Thema Extremismus und „Propaganda zur Homosexualität“ in den Theaterstücken. Am Tag darauf wurde der Eigentümerin der Räumlichkeiten, in denen das Festival stattfinden soll, mitgeteilt, dass ihr ihr Eigentum entzogen würde, sollte dieses „LGBT-Festival“ (Interpretation der russischen Beamten) dort stattfinden. Danach entschied Tsvetkova, dass die Aufführungen dennoch gezeigt werden sollten, aber als geschlossene Veranstaltung, ausschließlich für die Eltern der Schauspieler und einen kleinen Teil der Presse. Die Inszenierungen fanden für fünfzehn Zuschauer statt und wurden auf Video aufgezeichnet.
Im Juni 2019 veröffentlichte der Theaterverein das Stück „Fairy Tales - Real Tales“ über russische Märchen in englischer Sprache.
Im November 2019 fand in St. Petersburg beim feministischen Festival „Evas Rippen“ eine Aufnahme des Stücks „Pink and Blue“ statt. Die Show wurde auch von der Polizei besucht.
Am 3. Dezember veröffentlichte die Theatre Critics Association einen offenen Brief zur Unterstützung von Tsvetkova und ihren künstlerischen, erzieherischen und sozialen Aktivitäten.

## Kriminalfall
Menschenrechtsverteidigern zufolge hängt die Strafverfolgung mit der öffentlichen Position und den feministischen Ansichten der Angeklagten zusammen. Veranstalterin des Festivals für aktivistische Kunst „Farbe des Safrans“, Gründerin des körperpositiven Projekts „Frau ist keine Puppe“, Leiterin des Theaterstudios „Merak“.
Tsvetkova wurde der illegalen Produktion und der Veröffentlichung von pornografischem Material im Internet beschuldigt. Die Staatsanwaltschaft beantragte eine Haftstrafe von 2 bis 6 Jahren für sie, weil sie eine feministische Website „Vagina-Monologe“ verwaltet hatte, deren Inhalt mit Pornografie verglichen wurde.
Sie steht seit dem 22. November 2019 unter Hausarrest. Die Ermittlungen gegen sie begannen am 24. Oktober 2019 nach einem Bericht des bekannten Aktivisten Timur Bulatov und seine Organisation „Jihadist Moral“.
Am 13. Dezember 2019 wurde Tsvetkova, die unter Hausarrest stand, nach dem homophoben „Homosexuellen-Propaganda“-Gesetz für schuldig befunden, weil sie eine Straftat im Sinne dieses Gesetzes begangen hatte, indem sie nicht-traditionelle sexuelle Beziehungen zwischen Minderjährigen über das Internet förderte. Für die Veröffentlichung dieser Inhalte wurde eine Geldstrafe von 50.000 Rubel über sie verhängt.
Am 17. Januar 2020 wurde Tsvetkova erneut angeklagt, weil sie ein Bild mit dem Titel „Familie ist, wo Liebe ist. Unterstützt LGTB+ -Familien!“ veröffentlicht hat.
Am 11. Februar 2020 wurde sie von der Menschenrechtsorganisation Memorial als politische Gefangene eingestuft.
Am 24. Februar 2020 informierte Tsvetkova ihre Freunde und Anhänger in sozialen Netzwerken über die Bedrohungen und Erpressungen durch die extremistische homophobe Gruppe „Die Säge“ („Пила“).
Am 26. Februar 2020 reichte Tsvetkova beim Untersuchungsausschuss eine Beschwerde wegen der rechtswidrigen Einschränkung ihres Rechts auf medizinische Versorgung während ihres Hausarrests ein.
Am 2. März 2020 veröffentlichte die Polizei eine neue Beschwerde seitens Timur Bulatov gegen Tsvetkova Mutter, in der er sie beschuldigt, unkonventionelle Werte propagiert zu haben.
Am 16. April 2020 erhielt Tsvetkova den internationalen Preis „Index on Censorship“ in der Kategorie „Art“ und war damit nach Anna Politkovskaya die zweite Russin, die diesen Preis erhielt.
Im Juni wurde eine Beschwerde von der Anwältin des Ressourcenzentrums für LGBT in Jekaterinburg, Anna Plyusnina, im Fall Yulia Tswetkowa an den UN-Ausschuss für kulturelle Rechte und den UN-Menschenrechtsrat gerichtet.
Am 27. Juni schlossen sich mehr als 50 Medien-, Kultur- und Bildungsprojekte der gemeinsamen Erklärung „Medienstreik #FürYulia“ (#ЗаЮлю) an.
Zur Unterstützung von Tsvetkova sprach sich auch Eve Ensler aus.
Zur Unterstützung Tsvetkovas veranstaltete ein Moskauer Kulturzentrum (Voznesensky-Zentrum) einen Marathon mit dem Titel „Gedichtlesungen und Gespräche über die Freiheit“.
Es fanden Streiks im Namen Tsvetkovas in folgenden Städten statt: Moskau, St. Petersburg Kemerowo, Kirow, Wolgograd, Nowosibirsk, Kasan, Woronesch, Ischewsk, Smolensk, Jekaterinburg, Tomsk, Kaliningrad, Rostow am Don, Ufa, Iwanowo, Tscheljabinsk, Kasan, Wladiwostok, Ottawa, Berlin, Köln, London, Madrid.
Am 29. Juni kündigte Tatjana Moskalkova, die für Menschenrechte zuständige Kommissarin der Russischen Föderation, an, die Kontrolle über den Fall Tsvetkova zu übernehmen. Sie sagte, dass die Entscheidung der Menschenrechtskommissarin des Europarates, Dunja Mijatović und ein großer öffentlicher Aufschrei zu dieser Entscheidung geführt hätten.
Am 10. Juli wurde eine Sitzung für Ordnungswidrigkeiten wegen „Propaganda nicht traditioneller sexueller Beziehungen zwischen Minderjährigen“ abgehalten. Das Thema der Sitzung war das Bild mit dem Titel „Familie ist, wo Liebe ist. Unterstützt LGBT+ -Familien“. Tsvetkova wurde mit einer Geldstrafe von 75.000 Rubel für schuldig befunden. Am 7. Juli wurde ein drittes Verfahren zu diesem Thema gegen sie eröffnet.